# Korouhevní panstvo
Korouhevní panstvo byli ve středověku nejmocnější šlechtici (korouhevní páni (německy Panierherren) a korouhevní preláti), kteří měli v případě potřeby povinnost do boje postavit vojsko pod vlastní korouhví. Uplatnili se před vznikem stálých armád. Z korouhevních pánů se vyvinul panský stav.

## Středověké stavy
Od raného středověku se obyvatelstvo[kde?] dělilo na čtyři politické stavy: preláty, pány (magnáty), prosté šlechtice a královská svobodná města. Pouze tři prvé stavy náležely k privilegovaným, tzn. jen jejich příslušníci jsou plnoprávnými občany státními. Jen oni tvořili populus, kdežto ostatní nešlechtické obyvatelstvo se nazývalo plebs. V Habsburské monarchii (tedy i v Čechách a na Moravě) zanikla stavovská monarchie po roce 1848.

## Korouhevní preláti
Preláti čili vyšší duchovenstvo tvořili původně jen součást panského stavu. Byli to arcibiskupové a biskupové. Teprve později se oddělili ve zvláštní stav.[zdroj?] Jedni byli vyšší (praelati majores) čili korouhevní (praelati banderiati), druzí nižší (praelati minores).

## Korouhevní páni
Druhým stavem byli velmoži, páni (magnáti) – (domini, barones, magnates), tj. vyšší šlechta k níž se počítali především nejvyšší říšští a dvorní úředníci (veri barones regni, též barones regni ex officio), a pak ostatní vyšší šlechtici, kteří nezastávali nejvyšší říšské a dvorní úřady (barones naturales, barones solo nomine).
Šlechta (zejména vyšší) jako hlavní složka vládnoucí třídy feudální společnosti se počala obklopovat družiníky, služebnými šlechtici. Svou moc zakládala na vlastnictví půdy, rodovém původu a výsadách. Ve 12. století se česká šlechta dělila na dva stavy:
- vyšší stav panský a korouhevní; ke korouhevním náleželi ti, kteří mohli postavit vojsko pod vlastní korouhví a pod níž táhli (nejen do pole) - proto se jim později říkalo korouhevní páni - praelati banderiati (lat.).
- nižší stav vladycký, zemanský a rytířský.

Po porážce druhého stavovského protihabsburského povstání byl stav vyšší šlechty v českých zemích rozčleněn zavedením některých původem říšských titulů, což bylo potvrzeno Obnoveným zřízením zemským v roce 1627, resp. 1628. Jednalo se o následující tituly:
- nižší stav: šlechtic a rytíř
- vyšší stav: svobodný pán/baron, hrabě, kníže a vévoda.

## Příslušníci korouhevního panstva při korunovaci Karla IV.
| „                                    | Korouhevní toho vojska páni jmenují se: pražský arcibiskup Arnošt z Pardubic, olomoucký biskup Jan Očko ze Vlašimi, říšský kancléř Jan ze Středy, biskup litomyšlský, a páni Čeněk z Lipé, nejvyšší maršálek království českého, Pešek z Janovic, hofmistr králové a Jindřich II. z Hradce; kromě těchto pak nazývají se jen ještě akvilejský patriarcha, též Markvart, biskup augšpurský a Jan, norimberský purkrabě, co vlastní páni korouhevní při Karlově té jízdě. Nadto byli tu také osobně přítomni: Gerhard Špýrský, Dětřich Mindenský a Protiva Siňský, biskupové, knížata Štěpán Bavorský, Mikuláš Opavský, Ota Brunšvický, Vladislav Těšínský a Bolek Falkenberský; dále Purkart, magdeburský purkrabě, Karlův nejvyšší hofmistr, Bušek z Vilhartic, nejvyšší komoří, hrabata Ludvík z Öttingu a Jindřich ze Šwarcburka i jiní, vesměs do 5000 lidí rytířských. | “ |
| — František Palacký:Dějiny národu... | |   |